# グラップラー刃牙 バキ最強列伝
『グラップラー刃牙 バキ最強列伝』（グラップラーバキ バキさいきょうれつでん）は、アークシステムワークスが開発し、トミーが発売した対戦型格闘ゲーム。板垣恵介の漫画『グラップラー刃牙』を題材としている。

## 概要
『グラップラー刃牙』における最大トーナメント編を舞台としている。グラフィックは3Dではあるが、システムは2D型対戦格闘ゲームと同じである。
ラウンド制と制限時間は無く、どちらかが倒れるまで勝負は続く。

## システム
エンドルフィンゲージ
いわゆるパワーゲージ。満タンの時にダウンすると徐々に体力が回復したり、倒れる瞬間に一時的に復活することができる。
エンドルフィンゲージ
画面下段に表示されている超必殺技を出すためのゲージ。最大3本までストックが可能で、消費量が多い程、技の威力が高くなる。相手に攻撃をヒットさせたり、相手からの攻撃をガードすることで貯まっていく。刃牙だけはコマンド入力でゲージを貯めることもできる。
パーフェクトガード
必殺技の削りダメージをなくすことができるガード。エンドルフェンゲージを消費して、ガード中に発動できる。

## モード
最大トーナメント
EDIT刃牙を操作して、原作のキャラクターと闘って最大トーナメントの頂点に立つモード。なお、原作で刃牙と闘っていない克巳や渋川、ムービーに徳川光成(声:大江昭彦)が登場する。
刃牙技習得モード
EDIT刃牙を操作して、刃牙以外のキャラクターのと闘い、相手の技を手に入れるモード。技を習得するには「技習得」を使う必要があり、手に入れた技は「技組み立て」で編集可能(コマンドは不可)。

## 登場キャラクター
範馬刃牙（はんまバキ）
声 - 山口勝平
愚地独歩（おろちどっぽ）
声 - 中嶋比呂嗣
空手の一派、神心館館長。虎を拳で倒したことから、武神の異名を持つ。
愚地克巳（おろちかつみ）
声 - 瀧川英次
独歩の養子。
鎬昴昇（しのぎこうしょう）
声 - 宮川朋久
鎬紅葉（しのぎくれは）
声 - 古閑史彦
花山薫（はなやまかおる）
声 - 境利朗
マウント斗羽（-とば）
声 - 大江昭彦
猪狩完至（いがりかんじ）
声 - 中嶋比呂嗣
烈海王（れつかいおう）
声 - 中田満之
中国拳法の最高位「海王」の名を継ぐ功夫の達人。
渋川剛気（しぶかわごうき）
声 - 大江昭彦
ジャック・ハンマー
声 - 宮川朋久

### 隠しキャラクター
夜叉猿Jr.（やしゃざるジュニア）
範馬勇次郎（はんまゆうじろう）
声 - 中嶋比呂嗣